# Fesenkov (cráter)
Fesenkov es un cráter de impacto situado en la cara oculta de la Luna, al este-sureste del destacado cráter Tsiolkovski, y a menos de un diámetro al norte del cráter Stark.
|  |
|  |

Se trata de un elemento erosionado, con un borde exterior irregular y algo rugoso debido a una sucesión de pequeños impactos en los alrededores. El suelo interior es algo irregular, sobre todo en la mitad oriental, presentando una ligera elevación en su punto medio. Desde el noreste del borde exterior una cadena de impactos secundarios minúsculos conduce radialmente al punto de impacto del cráter Tsiolkovski, situado hacia el este.

## Cráteres satélite
Por convención estos elementos son identificados en los mapas lunares poniendo la letra en el lado del punto medio del cráter que está más cerca de Fesenkov.
|          | \| Fesenkov \| Coordenadas \| Diámetro \| \| -------- \| ------------------------------- \| -------- \| \| F \| 23°18′S 137°18′E / -23.3, 137.3 \| 16 km \| \| S \| 23°30′S 133°48′E / -23.5, 133.8 \| 17 km \| |          |
| Fesenkov | Coordenadas | Diámetro |
| F        | 23°18′S 137°18′E / -23.3, 137.3 | 16 km    |
| S        | 23°30′S 133°48′E / -23.5, 133.8 | 17 km    |